# Unión Comercio
Club Deportivo Unión Comercio – peruwiański klub piłkarski z siedzibą w mieście Nueva Cajamarca leżącym w regionie San Martín.

## Osiągnięcia
- Copa Perú: 2010

## Historia
Klub Unión Comercio założony został 15 czerwca 1994 roku. W 2010 roku klub zdobył mistrzostwo departamentu pokonując w finale klub Atlético Belén.
Jako mistrz departamentu wziął udział w rozgrywkach Copa Perú, trafiając do grupy z takimi klubami jak Cultural Volante, Juventud Santa Rosa i Carlos A. Mannucci. Ostatecznie klub dotarł do finału, gdzie wygrał z klubem Alianza Unicachi Yunguyo i wygrał Copa Perú, awansując do pierwszej ligi.